# Vernet et Pairard
Vernet et Pairard war ein französischer Hersteller von Automobilen.

## Unternehmensgeschichte
Die Rennfahrer Just-Émile Vernet und Jean Pairard gründeten 1950 das Unternehmen in Paris. 1951 begann die Produktion von Automobilen. Der Markenname lautete VP. 1958 endete die Produktion.

## Fahrzeuge
Das erste Modell war ein Rekordfahrzeug. Es hatte eine aerodynamische Karosserie und basierte auf dem Renault 4 CV. Mit dem Fahrzeug wurden acht Rekorde auf dem Autodrome de Linas-Montlhéry erzielt. Renault präsentierte das Fahrzeug 1952 auf dem Pariser Automobilsalon.
Daneben entstanden einige Straßenfahrzeuge. Die Basis bildete zunächst der Renault 4 CV, später der Renault Dauphine. Es handelte sich um Coupés mit niedriger Dachform. Die Fahrzeuge wurden auch bei Autorennen wie den 24-Stunden-Rennen von Le Mans eingesetzt.